# Lorenzo Povegliano
Lorenzo Povegliano (ur. 11 listopada 1984) – włoski lekkoatleta specjalizujący się w rzucie młotem.
Mistrz Europy juniorów z 2003 roku. Tuż za podium – na czwartym miejscu – ukończył rywalizację podczas młodzieżowych mistrzostw Europy w Erfurcie (2005). W 2007 był szósty na uniwersjadzie, a cztery lata później zdobył brąz tej imprezy. Medalista mistrzostw Włoch.
Rekord życiowy: 79,08 (12 maja 2012, Codroipo). 

## Osiągnięcia
| Rok  | Impreza                        | Miejsce               | Lokata            | Wynik |
| ---- | ------------------------------ | --------------------- | ----------------- | ----- |
| 2003 | Mistrzostwa Europy juniorów    | Tampere               | 1. miejsce        | 72,72 |
| 2005 | Młodzieżowe mistrzostwa Europy | Erfurt                | 4. miejsce        | 69,98 |
| 2007 | Uniwersjada                    | Bangkok               | 6. miejsce        | 71,41 |
| 2011 | Uniwersjada                    | Shenzhen              | 3. miejsce        | 73,39 |
| 2012 | Mistrzostwa Europy             | Helsinki              | el. – 15. miejsce | 72,47 |
| 2012 | Igrzyska olimpijskie           | Londyn                | el. – 27. miejsce | 71,55 |
| 2013 | Zimowy puchar Europy w rzutach | Castellón de la Plana | 12. miejsce       | 69,53 |
| 2013 | Igrzyska śródziemnomorskie     | Mersin                | 6. miejsce        | 71,41 |